# Aecidium juruense
Aecidium juruense é uma espécie de cogumelos pertence ao grupo Basidiomycota, que foi descrita pela primeira vez por Paul Christoph Hennings, em 1904. Aecidium juruense pertence ao gênero Aecidium, ordem Pucciniales, ordem Pucciniomycetes, ordem Basidiomycota. Não há tipos listados como este.